# Санді Токсвіг
Сандра Біргітта Токсвіг (англ. Sandra Birgitte Toksvig), відома як Сенді Токсвіг (англ. Sandi Toksvig, нар.. 3 травня 1958 року) — британська письменниця, акторка, радіо- і телеведуча, комікеса, продюсерка, сценаристка, феміністка та політична активістка данського походження. Нагороджена Орденом Британської імперії.
Була ведучою програмою The News Quiz на BBC Radio 4 з 2006 до червня 2015 року. Вела телевікторину 1001 Things you Should Know Channel 4 у сезоні 2012—2013 років, а 5 квітня 2014 року стала ведучою повернутого до ефіру шоу Fifteen to one на тому ж телеканалі. У 2016 році змінила Стівена Фрая на посаді ведучої телешоу QI на каналі BBC.
Одна з засновниць Партії рівності жінок, утвореної у березні 2015 року. У жовтні 2012 року призначена почесною ректоркою Портсмутського Університету. Також є чинною головою щорічного благодійного заходу Women of the Year Lunch .

## Ранні роки
Токсвіг народилася 1958 року в Данії, але оскільки її батько, Клаус Токсвіг, був журналістом та іноземним кореспондентом для данського телебачення, більшу частину дитинства вона провела за кордоном, головним чином, у Нью-Йорку. Її мати, Джулі Енн Токсвіг (до шлюбу Бретт), мала британське походження. У період, коли її батько працював у Лондоні, Санді відвідувала приватну школу для дівчаток Tormead School. Почала трудову діяльність на посаді освітлювачки у мюзиклі «Ісус Христос — суперзірка» у 18-річному віці.
Санді Токсвіг вивчала юриспруденцію, археологію та антропологію в Кембриджі, який закінчила, здобувши диплом з відзнакою, а також дві нагороди за видатні досягнення. Одним з її викладачів права в університеті був лорд Деннінг.

## Кар'єра

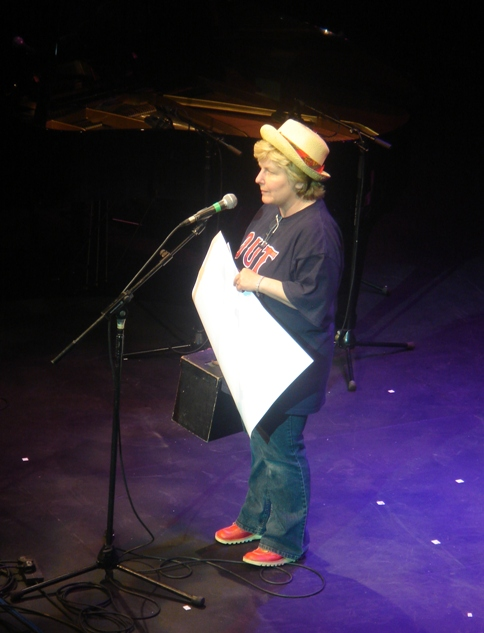
Виступ Токсвіг у 2008 році

### Початок
Почала займатися комедією ще в Кембриджі, де виступала як авторка і як виконавиця для першого жіночого шоу в театральному клубі Footlights, членкинею якого вона була в той же час, що і Стівен Фрай, Г'ю Лорі, Тоні Слеттері та Емма Томпсон. Санді Токсвіг стала однією з авторів ревю клубу, який отримав головний приз на Единбургському фестивалі комедії. Також входила до Кембриджського розважального товариства.
Почала кар'єру на телебаченні як ведуча передачі для дітей, таких як № 73 (1982-1986), The Sandwich Quiz, The Saturday Starship, Motormouth, Gilbert's Fridge, а також освітніх програм Island Race і The Talking Show, спродюсованих телекомпанією Open Media для телеканалу Channel 4.
У жовтні 2012 року, під час хвилі звинувачень у бік Джиммі Севіла, а також викриття того, що в 1960-х, 1970-х та 1980-х роках на BBC процвітала культура потурання сексуальним домаганням, Токсвіг повідомила, що у 1980-ті роки вона зазнала утисків з боку «відомої особистості». За її словами, повідомлення про випадки неналежної поведінки на ВВС її «абсолютно не здивували».

### Комедія
У комедійних колах Токсвіг стала відома завдяки виступам у клубі Comedy Store в Лондоні, а також будучи в команді цього клубу, яка виступала з комедійними імпровізаціями.
На телебаченні вона виступала як учасниця таких гумористичних шоу як Call My Bluff (зазвичай, як капітанка команди), Whose Line Is It Anyway?, Mock the Week, QI і Have I Got News for You де вона з'явилася в першому епізоді в 1990 році. Вона також була ведучою What the Dickens, та Sky Arts.
Санді Токсвіг також добре відома аудиторії BBC Radio 4 як учасниця передач I'm Sorry I Haven't a Clue, The Unbelievable Truth, і як провідна вікторини The News Quiz, де вона замінила Саймона Гоґґарта вересні 2006 року, але яку покинула у червні 2015 року, щоб присвятити себе політичній діяльності та фемінізму. 26 червня 2015 року вийшов в ефір останній випуск передачі за її участю. Також на Radio 4 під її керівництвом виходила програма про подорожі «Додатковий багаж», але у 2012 році вона була знята з ефіру.

### Роботи в театрі та на телебаченні
У 1993 році Токсвіг написала сценарій для мюзиклу Big Night Out на Little Sands Picture Palace для театру Nottingham Playhouse , головні ролі в якому виконали Аніта Добсон та Уна Стаббс. У 2002 році мюзикл був перероблений і доповнений піснями Діллі Кін яка також зіграла в ньому одну з головних ролей на сцені театру Watford Palace разом з Бонні Лангфорд.
У співавторстві з Еллі Брюер Токсвіг написала п'єсу за мотивами творів Вільяма Шекспіра — The Pocket Dream, яка йшла спочатку в театрі Nottingham Playhouse, а згодом була показана на сцені театру у Вест-Енді. Разом вони також написали сценарій для телесеріалу The Big One в 1992 році, в якому Токсвіг зіграла одну з ролей. Як акторка вона брала участь у таких п'єсах як «Андрокл і лев», «Багато галасу з нічого» та «Комедія помилок». Токсвіг в театрі задіяна у п'єсі «Bully Boy», яка піднімає тему посттравматичного розладу серед британських військових. Прем'єра п'єси відбулася в театрі Наффілд театр у Саутгемптоні у травні 2011 року. Головну роль у ній виконав Ентоні Ендрюс.
Санді Токсвіг брала участь у записі кількох аудіокниг, а також аудіоп'єси Red, із серії за мотивами серіалу «Доктор Хто». У 2011 році вона також постала як ведуча у другому сезоні передачі Майстер Стародавностей на каналі BBC Two.
У 2013 році вона з'явилася у різдвяному випуску серіалу «Викликайте акушерку», на телеканалі ВВС.
У квітні 2014 року Токсвіг стала ведучою повернутого в ефір телешоу Fifteen-to-One, оригінальну версію якого вів Вільям Стюарт.
За заслуги у сфері теле- та радіомовлення у 2014 році Токсвіг була удостоєна Ордену Британської Імперії (OBE).
З 2016 року стала ведучою інтелектуальної комедійно-ігрової телепрограми QI, змінивши Стівена Фрая.
11 лютого 2017 року її остання п'єса «Срібна підкладка» була показана в Rose Theatre Kingston, а потім трупа з нею гастролювала в Портсмуті, Оксфорді, Кембриджі, Іпсвічі, Кесвіку, Йорку та Солфорді. У центрі сюжету — п'ять літніх жінок і молода опікунка в будинку для літніх, який ось-ось затопить шторм. У головних ролях: Рейчел Девіс, Кезія Джозеф, Меггі Маккарті, Джоанна Монро, Шейла Рейд і Аманда Вокер. Син Токсвіга, Тео Токсвіг-Стюарт, дебютував на професійній сцені у п'єсі.
16 березня 2017 року оголошена новою співведучою телепередачі Великий Пекарський Турнір (англ. The Great British Bake Off) на Channel 4 разом із Ноелем Філдінгом. Вони замінили попередніх ведучих Сью Перкінс і Мела Гедройца. У січні 2020 року Токсвіг оголосила, що залишає шоу, щоб зосередитися на інших зобов'язаннях, а її замінив Метт Лукас.
11 червня 2019 року Токсвіг з'явився в подкасті колишньої прем'єр-міністерки Австралії Джулії Гіллард. Примітно, що Токсвіг зазначає про сексизм у Вікіпедії: «Вікіпедія — чудова ідея, а ідея полягає в тому, що це енциклопедія знань, створена натовпом, яка фантастична ідея. Але відбувається те, що жінки зникають, тому 90 % вмісту Вікіпедії присвячено чоловікам та їхнім досягненням і 9 % стосується жінок. 1 % все ще приймають рішення. Отже, ця пропорція абсолютно не в порядку, і нам відчайдушно потрібно щось з цим робити. Частково проблема полягає в тому, що його редагують волонтери, але є близько 350 000 „uber“ волонтерів, які прагнуть, без образ на них, бути тими самими хлопцями, які мають час, щоб посидіти та зробити це, і не мають часу на прання, й активно редагують статті про жінок. Є дві проблеми: 1) жіночі досягнення не вводяться і 2) жінок активно редагують… Я маю намір спробувати це змінити, якщо зможемо».
Під час карантину через COVID-19 у 2020 році Токсвіг створила та показала мінісеріал «Vox Tox» на YouTube, знятий у власному домі. Ці 10-хвилинні сесії популяризували діяльність жінок упродовж віків, надихаючись предметами з власної бібліотеки книг і біографій Токсвіг.
Токсвіг зпродюсувала чотирисерійний серіал про подорожі Extraordinary Escapes with Sandi Toksvig, прем'єра якого відбулася 10 лютого 2021 року на Channel 4. У грудні 2021 року Channel 4 продовжив серіал на другий сезон, прем'єра якого відбулася 17 лютого 2022 року.

### Літературна творчість
Токсвіг є авторкою понад 20 книг для дорослих та дітей, до яких входить як художня література, так і нонфікшн. Вона також є авторкою колонок у таких часописах та газетах, як Good Housekeeping, Sunday Telegraph та The Lady. У 2009 році її статті для газети Sunday Telegraph були видані у вигляді збірки під назвою The Chain of Curiosity.

## Політичні погляди
Довгий час Токсвіг підтримувала партію ліберал-демократів і навіть розглядалася як можлива представниця партії у парламенті. Однак у 2012 році вона заявила, що, на її думку, не існує партії, яка б відповідала її поглядам.
У квітні 2015 року Токсвіг виступила як голова на перших, неофіційних зборах Партії жіночої рівноправності, однією із засновників якої вона є. Саме партійна діяльність спричинила завершення Токсвіг її кар'єри на радіо.

## Особисте життя
У Токсвіг троє дітей — дві доньки та син. Їх народила колишня партнерка Токсвіг — Пета Стюарт, з якою вона розлучилася в 1997 році. Зачаття було здійснено шляхом штучного запліднення, донором став Крістофер Ллойд-Пак, молодший брат актора Роджера Ллойда-Пака.
Санді Токсвіг живе в плавучому будинку у Вондсуерті разом з дружиною — психотерапевткою Деббі Токсвіг. Пара офіційно оформила стосунки 29 березня 2014 року, коли набуло чинності законодавство про одностатеві шлюби в Англії та Уельсі.
Має атеїстичні та гуманістичні погляди, є покровителькою Британської гуманістичної асоціації.
Отримала британське громадянство у 2013 році.

### Книги для дітей
- Toksvig, Sandi. Girls are Best. — London : Red Fox, 2009. — ISBN 978-1862304291.
- Toksvig, Sandi. The Littlest Viking. — London : Yearling. — ISBN 978-0440868309.
- Toksvig, Sandi. Hitlers Canary. — Vlaardingen, Holland : Valerius uitgeverij. — ISBN 90-78250-02-X. (Dutch translation)
- Toksvig, Sandi. Hitler's Canary. — Doubleday, 2005. — ISBN 0-385-60889-6.
- Toksvig, Sandi. The Troublesome Tooth Fairy. — Transworld, 2000. — ISBN 0-552-54663-1.
- Toksvig, Sandi. Super-Saver Mouse to the Rescue. — Transworld, 2000. — ISBN 0-552-54541-4.
- Toksvig, Sandi. Super-Saver Mouse. — Transworld, 1999. — ISBN 0-552-54540-6.
- Toksvig, Sandi. If I Didn't Have Elbows. — Deagosti, 1998. — ISBN 1-84089-048-7.
- Toksvig, Sandi. Unusual Day. — Transworld/Corgi, 1997. — ISBN 0-552-54539-2.
- Toksvig, Sandi. Tales from the Norse's Mouth. — BBC Books[en], 1994. — ISBN 0-563-40358-6.

### Книги для дорослих
- Toksvig, Sandi (2012) Valentine Grey . Virago. ISBN 978-1-84408-831-7
- Toksvig, Sandi, (illustrated by Sandy Nightingale). Heroines & Harridans – A Fanfare of Fabulous Females. — The Robson Press[en], 2012. — ISBN 978-1849-54-3385.
- Toksvig, Sandi. Melted into Air. — Little Brown, 2006. — ISBN 0-316-86117-0.
- Toksvig, Sandi. Gladys Reunited: A Personal American Journey. — Little Brown, 2003. — ISBN 0-7515-3328-9.
- The Travels of Lady Bulldog Burton. — Little Brown, 2002. — ISBN 0-316-86007-7.
- Toksvig, Sandi. Flying Under Bridges. — Little Brown, 2001. — ISBN 0-316-85635-5.
- Toksvig, Sandi. Whistling for the Elephants. — Transworld, 1999. — ISBN 0-593-04480-0.
- Island Race: an Improbable Voyage Round the Coast of Britain. — BBC Books[en], 1995. — ISBN 0-563-37053-X.
- Toksvig, Sandi. Great Journeys of the World. — BBC Books[en], 1994. — ISBN 0-563-37050-5.